# 在海上工作的儿童及未成年人的强制体格检查公约
在海上工作的儿童及未成年人的强制体格检查公约(英語：Medical Examination of Young Persons (Sea) Convention)是1921年10月25日第三届国际劳工大会通过的一项公约，又称1921年未成年人（海上）的体格检查公约，是国际劳工组织第16号公约(C016)。公约于1922年11月20日生效。

## 内容
公约第三条规定船舶使用未成年人需要适宜于此种工作的证明和体检证明书，且至多每隔一年需重新体检。

## 例外
公约第二条声明了一种例外不受限制：
1. 船舶所使用的人员仅为家属的。

## 批准情形
截至目前，已有82个国家批准该公约，但包括中国在内的大部分缔约国根据2006年海事劳工公约自动退出了本公约，目前公约仅对25个国家生效。